# Polikarp Krąkowski
Polikarp Krąkowski (ur. 1827 w Grzymałowie; zm. 1863 w Stanisławowie) – major wojsk powstańczych powstania styczniowego.

## Życiorys
Urodził się w 1827 w Grzymałowie (obecnie część Swarzędza) w szlacheckiej rodzinie Krąkowskich herbu Trąby. Był synem Erazma Szymona i Michaliny z Brzeżańskich. Wychowany został w patriotycznym duchu. Ojciec Polikarpa był legionistą, żołnierzem napoleońskim, oficerem, powstańcem z 1831 i 1848 roku. Krąkowski był posesorem dóbr Bartodzieje. Jego żoną była Helena Psarska. Mieli czworo dzieci, synów: Konstantego, Franciszka, Leona i córkę Helenę.
Krąkowski wziął czynny udział w powstaniu styczniowym. Walczył jako oficer w stopniu majora, w oddziale pułkownika Teodora Cieszkowskiego. Ta partia powstańcza została rozbita przez wojska rosyjskie 10 kwietnia 1863 pod Broszęcinem. Oddział poszedł w rozsypkę. Ranny Cieszkowski został zabity w Leśniakach Chabielskich.
Krąkowskiego kozacka pogoń dopadła w pobliskim Stanisławowie, zginął około godziny ósmej, razem z nim polegli Jan Imielnicki i Stefan Szymański. Zamordowani od kozaków jak napisał w ich aktach zgonów ks. Stanisław Wiśniewski, proboszcz parafii Chabielice. Śmierć Krąkowskiego opisał Z.Kolumna w Pamiątce dla rodzin polskich: (...) wzięty do niewoli w drodze ze wszystkiego obdarty a w końcu przy hucznym śmiechu i szyderstwach żołdactwa zastrzelony, pozostawił sześcioro dzieci.
Powstańcy zostali pochowani 13 kwietnia 1863 na cmentarzu w Chabielicach.